# Bajep Áhppojávrre
Bajep Áhppojávrre, enligt tidigare ortografi Pajep Appojaure, är en sjö i Gällivare kommun i Lappland och ingår i Luleälvens huvudavrinningsområde. Sjön har en area på 1,35 kvadratkilometer och ligger 508 meter över havet. Bajep Áhppojávrre ligger i Sjaunja Natura 2000-område. Sjön avvattnas av vattendraget Áhppojåhkå.
Bajep är komparativformen av adjektivet badje och betyder övre (högre upp). Här är det relaterat till den lägre liggande Vuolep Áhppojávrre som ligger 5 km söder om Bajep Áhppojávrre.

## Delavrinningsområde
Bajep Áhppojávrre ingår i det delavrinningsområde (746579-165187) som SMHI kallar för Utloppet av Pajep Appojaure. Medelhöjden är 638 meter över havet och ytan är 24,8 kvadratkilometer. Det finns inga avrinningsområden uppströms utan avrinningsområdet är högsta punkten. Appojåkkå som avvattnar avrinningsområdet har biflödesordning 2, vilket innebär att vattnet flödar genom totalt 2 vattendrag innan det når havet efter 253 kilometer. Avrinningsområdet består mestadels av skog (47 %) och kalfjäll (40 %). Avrinningsområdet har 1,4 kvadratkilometer vattenytor vilket ger det en sjöprocent på 5,6 %.